# Avenue du Général-Leclerc (Sevran)
Pour les articles homonymes, voir Avenue du Général-Leclerc.
L'avenue du Général-Leclerc est un axe important de Sevran.

## Situation et accès
Elle est accessible par la gare de Sevran - Livry.

## Origine du nom

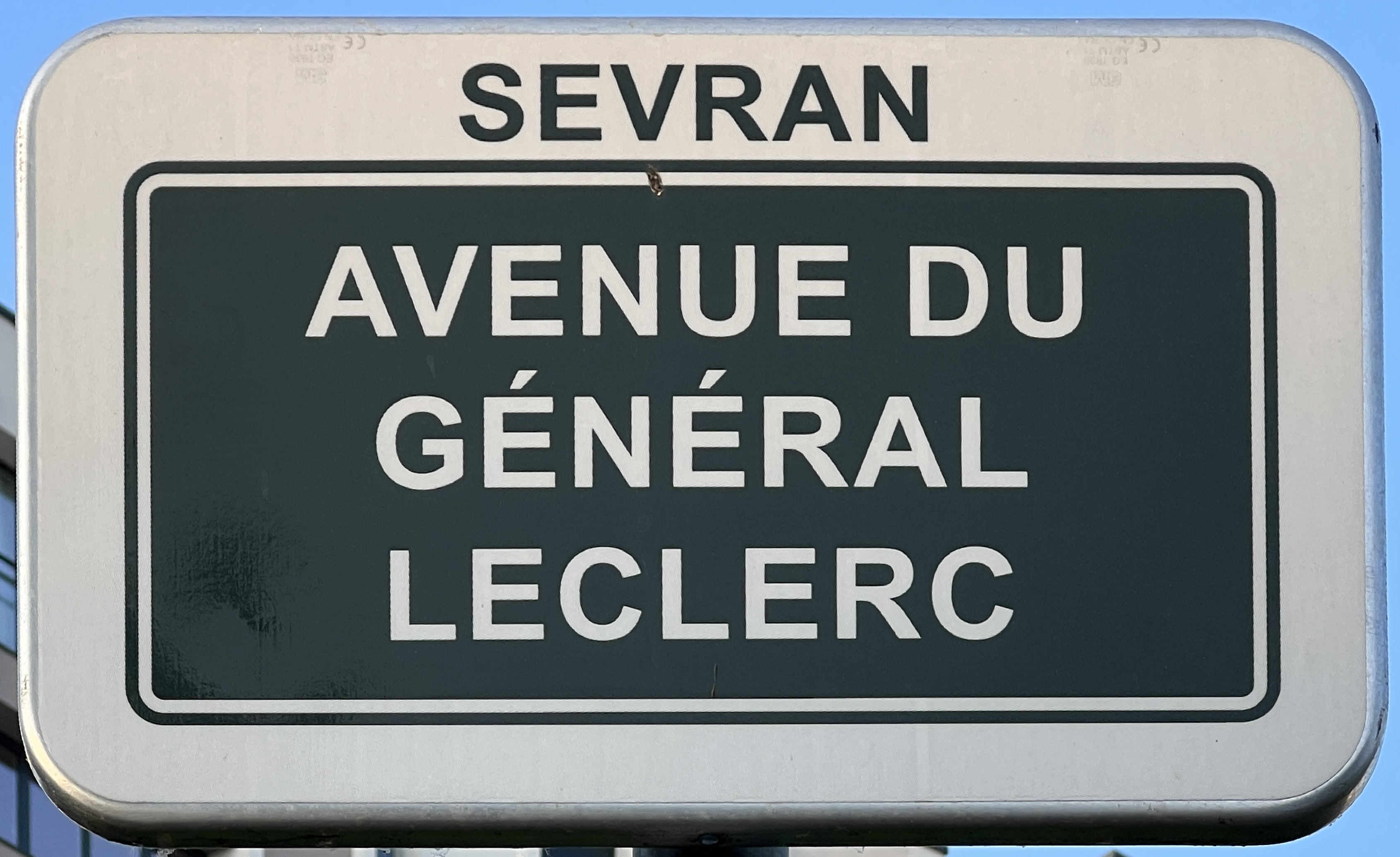
Plaque de l'avenue.

Cette avenue rend hommage à Philippe Leclerc de Hauteclocque (1902-1947).

## Bâtiments remarquables et lieux de mémoire

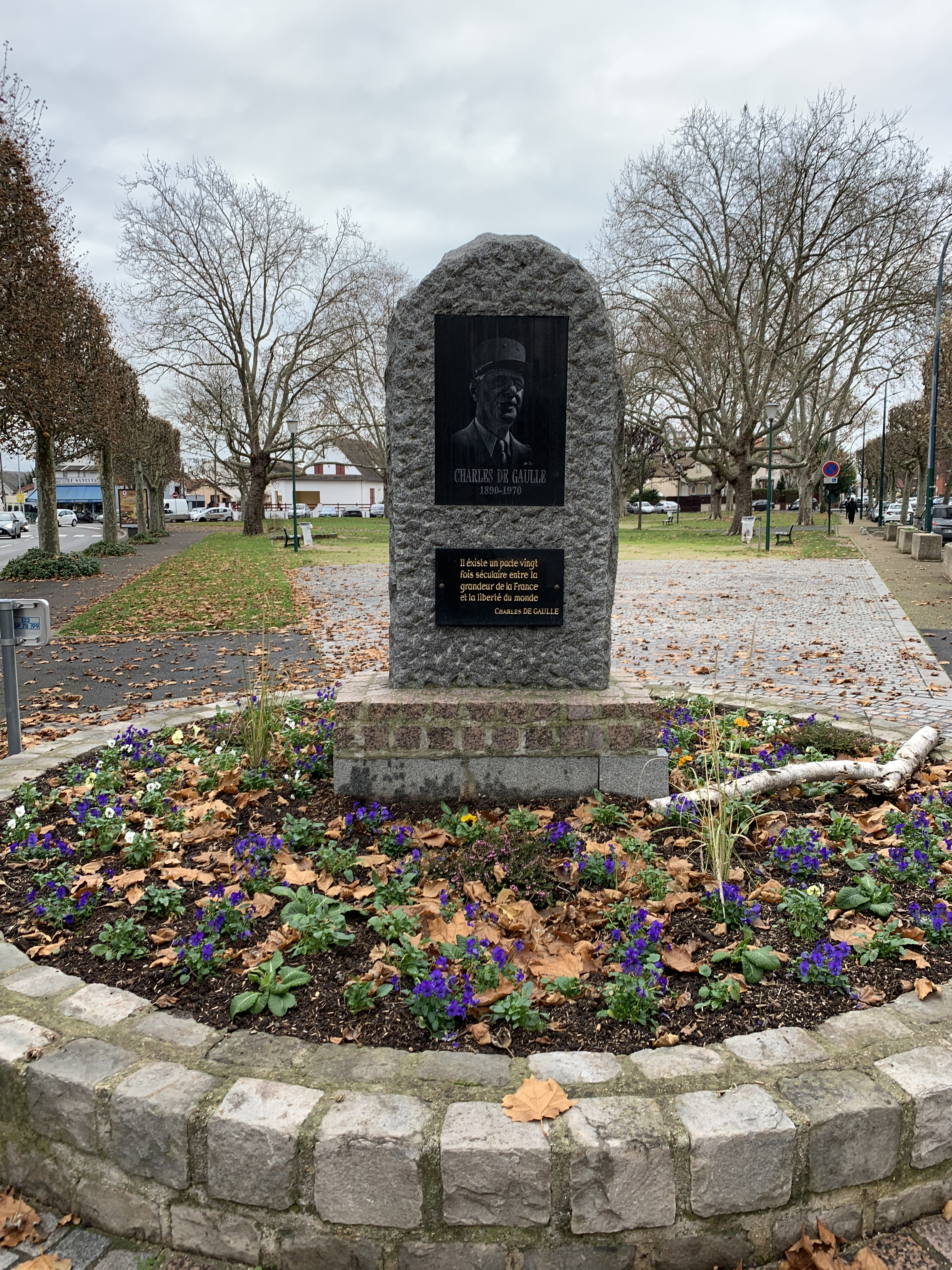
Monument à Charles de Gaulle.

- Cimetière de Sevran, ouvert en 1866.
- Monument au Général de Gaulle.
- Fief de la Fossée, attesté en 1608[1], et hôtel de ville[2].
- Parc Louis-Armand.
- Espace François-Mauriac[3].